# Ritchiea gossweileri
Ritchiea gossweileri là một loài thực vật có hoa trong họ Capparaceae. Loài này được Exell & Mendonça miêu tả khoa học đầu tiên năm 1951.